# Kasr al Hayr al-Gharbi

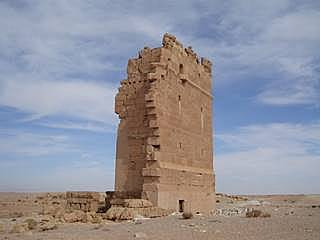
Kasr al Hayr al-Gharbi

Kasr al Hayr al-Gharbi —en àrab قصر الحير الغربي, Qaṣr al-Ḥayr al-Ḡarbī— fou un antic castell i palau omeia al desert sirià, a 60 km al sud-sud-oest de Palmira. Resten unes interessants ruïnes, sent el castell i les seves instal·lacions interiors un exemple de castell omeia. En temps dels romans es va construir una resclosa anomenada Harbaka que permetia el reg i va permetre l'existència d'un oasi que després fou abandonat; a la meitat del segle vi el rei ghassànida va fer construir un monestir jacobita i la resclosa fou arranjada sent la zona reocupada. Va passar als musulmans el segle vii i el 728 el califa Hixam ibn Abd-al-Màlik s'hi va fer construir un palau que va ocupar fins que va fer construir Kasr al-Hayr al-Sharki a l'est; a l'època abbàssida l'indret fou abandonat, però al segle xii fou reocupat sota els aiúbides i després pels mamelucs.